# Макмаллен, Адам
Адам Макма́ллен (англ. Adam McMullen; 12 июня 1872 — 2 марта 1959) — американский политик, 21-й губернатор Небраски.
Родился в Уэлсвилле, штат Нью-Йорк, но вскоре его семья переехала в Уаймор, Небраска. В 1896 году он окончил Университет Небраски-Линкольна, а в 1899 году получил степень в области права в Университете Джорджа Вашингтона. Во время учёбы в Вашингтоне работал секретарём конгрессмена Джесси Строда, а затем сенатора Чарльза Дитриха. В 1902 году вернулся в Небраску, был принят в коллегию адвокатов, и открыл частную юридическую практику в Уайморе.
В 1904 и 1906 годах избирался в Палату представителей Небраски, и занимал эту должность с 1907 по 1909 год. Также был мэром Уаймора в 1915—1916 годах, а в 1917—1919 годах — сенатором штата. В ноябре 1924 года был избран губернатором Небраски, а в 1926 году переизбран на второй срок. Во время его пребывания в должности был сокращён дефицит бюджета штата, улучшена сеть автомобильных дорог, развивалось сельское хозяйство и система ирригации, а в качестве символа штата был выбран западный луговой трупиал.
После ухода с должности губернатора Маккелви продолжал оставаться активным в политике. Он был председателем Национальной ассоциации губернаторов в 1927—1928 годах, почтмейстером города Биатрис в 1932 году и делегатом национального съезда Республиканской партии в 1932 и 1944 годах, а в 1940 году неудачно баллотировался в Сенат США. Маккелви был масоном и членом Епископальной церкви.
Был женат на Корделии Гринвуд. Умер 2 марта 1959 года, похоронен на кладбище в Уайморе.